# Vandseng
En vandseng er en seng, hvis madras består af vand i en blød beholder. 

## Historie
Allerede for over 3000 år siden sov perserne på gedeskind, der blev fyldt med vand og opvarmet i solen. De mere moderne vandsenge blev opfundet i 1851 af en engelsk læge, William Hooper. Han opdagede, at en trykaflastende overflade gav fordele ved mange forskellige sygdomme og fremstillede derfor en vandmadras af gummi.
I 1960’erne forbedrede en amerikaner konstruktionen ved hjælp af ny produktionsteknologi og udviklede de vinyl-madrasser, vi kender i dag.
I 1980erne bestod en vandseng typisk af en vandmadras, der, placeret i en sikkerhedsdug, lå direkte i en træsengeramme. Denne type vandseng kaldes "hardside" vandsenge, og er sidenhen blevet suppleret af "softside" vandsenge, hvor vandmadrassen udover at ligge i en sikkerhedsdug også er placeret i en isolerende skumramme, der udover at gøre sengene mere komfortable også har nedsat varmelegemets ernergiforbrug. Inde i vandmadrassen kan integreres såkaldte fiberlag, der stabiliserer vandmadrassen og gør den mindre "levende".
Salget af vandsenge toppede i Danmark i starten af 1980erne, hvor salget eksploderede. Vandsengene blev i 1980erne især importeret fra USA. I dag begynder salget igen at stige i Danmark bl.a. i kraft af forskningsprojekter, der viser, at vandsenge har en positiv virkning på bl.a. rygsmerter. Konklusionen på et forskningsprojekt foretaget i samarbejde mellem Rygforskningscentret, Syddansk Universitet og Akva Waterbeds omkring madrasser og kroniske lændesmerter er, at vandsengen har den mest positive effekt på kroniske rygsmerter af de tre madrastyper, der blev testet i projektet.
I forhold til traditionelle senge, er vandsengen hygiejnisk og allergivenlig, da der ikke kan leve husstøvmider eller sengemider i madrassen.